# Éltető József
Éltető József, családi nevén Wellmann (Szászrégen, 1944. február 11. –) romániai magyar költő, szerkesztő, dramaturg és műfordító.

## Életútja
A középiskolát Székelyudvarhelyen, francia-magyar szakos tanulmányait a Babeș-Bolyai Egyetemen végezte. 1962-ben szerepelt először verseivel az Utunkban és az Ifjúmunkásban. 1968-tól 1970-ig tanár Marosvásárhelyen, majd 1976-ig az Igaz Szó szerkesztője. 1977-től a Marosvásárhelyi Állami Bábszínház dramaturgja.
Első önálló kötetével a Forrás-sorozatban jelentkezett: Ismeretlen beszéd (Bukarest, 1969) c. verskötetéhez Bajor Andor írt előszót. A költői képekről lemondva, franciás, laza szövésű verseiben vall önmagáról és a világról. Szedett-vedett haramiák (1977) és A hóember szíve (1979) c. bábjátékait Marosvásárhelyen mutatták be. Regénye: Történet egy fehér lóról (Bukarest, 1979); újra kiadva Budapest, 1989. Műfordításai közül számottevőek Beniamin Fundoianu (A költő és árnyéka c. kötetben, másokkal, 1972) és Emil Botta-tolmácsolásai (Sötétlő április, 1978).
1993 óta Magyarországon él.

## Művei
- Ismeretlen beszéd. Versek; Irodalmi, Bukarest, 1969 (Forrás)
- Történet egy fehér lóról. Kisregény; Kriterion, Bukarest, 1979
- Történet egy fehér lóról; Magvető, Budapest, 1989 (Rakéta regénytár)

## Díjai
- A Marosvásárhelyi Írói Egyesület Díja (1980)[1]
- A Magyar Érdemrend lovagkeresztje (2024)